# Torquat du Tricastin
Pour les articles homonymes, voir Saint Torquat (homonymie).
Saint Torquat (Torquatus en latin, c'est-à-dire « qui porte un collier ») fut le 5e évêque de Saint-Paul-Trois-Châteaux, dans le Tricastin, en Dauphiné du Sud ou Drôme provençale, au IVe siècle. Fête le 1er février ou le 31 janvier.
La vie de Torquat nous est complètement inconnue. Il est mentionné dans les livres liturgiques de son évêché jusqu'au XVIIIe siècle.